# Індекс впевненості споживачів
І́ндекс впе́вненості споживачі́в — один з показників стану економіки.

## Визначення
У США індекс впевненості споживачів (1985 = 100) розраховується на основі дослідження 5000 сімей, відібраних методом випадкової вибірки, і вказує на відношення споживачів до поточних економічних умов, ситуації на ринку праці, перспективам кар'єрного росту і збільшення доходів.

## Періодичність
Публікується щомісяця (в останній вівторок місяця о 10:00 за E.T.) Національною промисловою асоціацією й містить дані за попередній місяць.

## Ступінь впливу на ринок
Як правило не має помітного впливу на динаміку торгів.